# Mihailo Ristić
Mihailo Ristić (cyr. Михаило Ристић, ur. 31 października 1995 w Bijeljinie) – serbski piłkarz grający na pozycji obrońcy. Od 2023 roku zawodnik hiszpańskiej Celty Vigo.

## Życiorys
Urodził się w Republice Serbskiej. W przeszłości nie zdecydował się na grę dla Bośni i Hercegowiny. W reprezentacji Serbii zadebiutował 29 września 2016 w przegranym 0:3 meczu przeciwko Katarowi.